# Bert Beel

Bert Beel bei einer Gala 2009

Bert Beel (* 1. Dezember 1944 in Bärwalde in der Neumark) ist ein deutscher Schlager-Sänger, Moderator, Parodist und Textautor.

## Leben
Bert Beel wuchs in West-Berlin auf. 1973 begann seine Gesangskarriere bei der Internationalen Funkausstellung Berlin. In der Nachwuchswettbewerbssendung Talentschuppen belegte er im September 1973 den ersten Platz. 1974 wurde seine erste Schallplatte veröffentlicht, danach trat er in vielen Live-Veranstaltungen auf (u. a. in der Urania Berlin, auf Kreuzfahrtschiffen und bei mehreren Revuen im Friedrichstadtpalast in Ost-Berlin). 1990 trat er in der DFF-Show Musik, die Ihnen Freude bringt mit Dagmar Frederic auf. Als Moderator der DFF-Sendung Tusch war er 1991 in 13 Folgen zu sehen.
Er nahm als Autor beim deutschen Vorentscheid zum Grand Prix der Volksmusik 1992 mit dem Titel Himmel vorhanden, Engel gesucht teil. 1994 war er in der MDR-Weihnachtsshow Alle Jahre wieder mit dem Fernsehballett im TV. 1999 stand er mit Ilse Werner auf der Bühne. 2003 waren beide im Wunschkonzert der Volksmusik bei Carolin Reiber im ZDF. Im Großen Sendesaal des rbb moderierte Beel 2004 einige Operettenkonzerte. Seit 2005 ist er Moderator der jährlichen Schlager-Tournee Winterzauberland.
Mit seiner Gesangspartnerin Stefanie Simon tritt Beel seit 1990 im Duett auf. Es erschienen mehrere CD-Veröffentlichungen. In der Schlagerparade der Volksmusik im SWR waren beide 1992 mehrfach zu Gast. 
Ab 1995 moderierte Bert Beel bei radioBerlin88,8 die Fröhlichen Musikanten. Nachdem der rbb die Sendung einstellte, wechselte er mit der Sendung ab September 2008 zu dem privaten Hörfunksender Radio Paloma. Am 6. Oktober 2013 feierte Bert Beel sein 40-jähriges Bühnenjubiläum. 
Seit September 2012 moderiert er einmal wöchentlich die Sendung „Schlagerkult bei Schlager Radio“  und übernahm im August 2013 von Nero Brandenburg die RIAS-Sendung mit Lord Knut „Evergreens a GoGo“. Seit Januar 2025 moderiert Beel bei Schlager Radio zusätzlich die "80er & 90er Show". 

## Diskographie
- 2007: Winter-Zauberland Folge 2
- 2006: Winter-Zauberland Folge 1
- 2005: Wir lieben das Leben (m. Stefanie Simon)
- 1998: 25 Jahre Bert Beel
- 1997: Ich liebe das Leben
- 1997: Das Leben ist 'ne Achterbahn
- 1996: Vorhang auf
- 1996: Tanz mit mir durch die Nacht
- 1995: Weil es dich gibt
- 1995: Ein Single bleibt selten allein
- 1991: So ein schöner Tag
- 1989: Familie Sunshine

## Alben
- 2014: Mein schönstes Weihnachtsfest - CD-Album
- 2013: 40 Jahre Große Liebe -  CD-Album
- 2008: Viel Gefühl Und Schöne Zeiten, 	Da Music
- 2007: Es war eine schöne Zeit, Cariblue
- 1997: Album-CD
- 1991: Lieder sind Freunde, Zett Records

## Singles
- 2003: Das Leben kann viel schöner sein (m. Ilse Werner), Rubin Records
- 2001: Kreta, Monopol Records
- 1998: Ungeküßt, Cassis
- 1992: Himmel vorhanden, Engel gesucht, Monopol Records
- 1991: Hallo Nachbar, Zett Records
- 1988: Ra-Ra-Ramona, Tobu-Musikverlag und -Prod.Titan
- 1987: Sommer, Sonne, Strand und Meer, Bosworth & Co, Musikverlag
- 1985: Viva Maria, Chranders Glasklar
- 1984: Te Quiero mi amor, Hansa
- 1983: Wenn du nicht mehr weißt, Hansa
- 1979: Der Himmel ist 'ne Sünde wert, 	Polydor
- 1978: Ich bin ein hoffnungsloser Fall, Hansa
- 1977: Oh tut das gut! / Hör Mir Zu, Hansa
- 1976: Ein Engel wie Du darf nicht weinen, BASF
- 1975: Hier bin ich zu Haus, BASF
- 1974: Du bist meine große Liebe, BASF

## Bücher
- Bert Beel: Und was soll ich Ihnen sagen... Es war eine schöne Zeit! Verlag Michael Jung, Kiel, 2012 ISBN 978-3-89882-126-1.[4]
- Bert Beel: Evergreens a Go Go - Die besten Witze und Gags aus der radio B2-Kultsendung. Selbstverlag, 2016/17.